# Kiertyny Małe
Kiertyny Małe [kʲɛrˈtɨnɨ ˈmawɛ] (tiếng Đức: Klein Kärthen)  là một ngôi làng thuộc khu hành chính của Gmina Bartoszyce, thuộc huyện Bartoszycki, Warmińsko-Mazurskie, ở phía bắc Ba Lan, gần biên giới với tỉnh Kaliningrad của Nga. Nó nằm khoảng 7 kilômét (4 mi)  về phía tây bắc của Bartoszyce và 60 km (37 mi) phía bắc thủ đô khu vực Olsztyn.
Trước năm 1945, khu vực này là một phần của Đức (Đông Phổ).
Ngôi làng có dân số 140 người.